# Johann Pütz
Johann Aegid Pütz (né le 4 juin 1851 à Aix-la-Chapelle et mort le 9 avril 1945 à Wemding) est un prêtre catholique et député du Reichstag.

## Biographie
Pütz étudie à l'école de la cathédrale et le lycée Empereur-Charles (de) à Aix-la-Chapelle, l'Université de Bonn et au séminaire de Cologne (de). Pendant ses études, il devient le 26 octobre 1870 membre du KDStV Novesia Bonn (de) dans le CV. De 1874 à 1877, il est précepteur à Fribourg-en-Brisgau avec la famille Herder puis déménage en Franconie dans le diocèse d'Eichstätt. De 1877, il est aumônier à Velburg et de 1880 à Beilngries, de 1884 à 1892 curé de la ville de Saint-Sebald à Schwabach puis jusqu'à sa mort en 1945, prêtre et doyen de la ville de Wemding. Il est également le correspondant pour la préservation des monuments en Bavière pour le Conservatoire royal d'art et d'antiquités de Bavière.
De 1905 à 1918, il est député du Reichstag allemand pour la 2e circonscription de Souabe (Donauwörth, Nördlingen (de), Neubourg (de)) avec le Zentrum.